# Netscape (trình duyệt)
Netscape là tên chung của một loạt các trình duyệt web được Netscape Communications Corporation, hiện tại là một công ty con của AOL, viết ra. Trình duyệt Netscape gốc đã từng là trình duyệt thống trị về thị phần người dùng, nhưng sau cuộc chiến trình duyệt đầu tiên, nó đã mất hầu như tất cả thị phần của nó cho trình duyệt Internet Explorer.
Netscape đã ngừng hỗ trợ cho tất cả trình duyệt và các sản phẩm khách hàng Netscape đã bị chấm dứt vào ngày 1 tháng 3 năm 2008.